# Dahomey Amazons

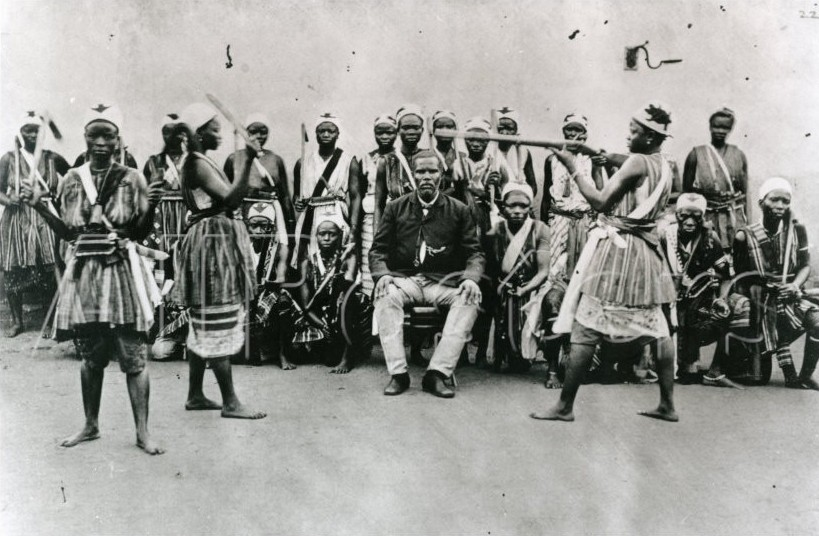
Mino khoảng năm 1890

Mino, hay Minon, có nghĩa là "mẹ của chúng ta", được các nhà văn châu Âu gọi là Dahomey Amazons, là một trung đoàn quân sự toàn nữ của Vương quốc Dahomey tồn tại cho đến năm 1904. Họ được các nhà quan sát và sử gia phương Tây đặt tên như vậy. tương tự với các Amazons thần thoại của Anatolia cổ đại và Biển Đen.
Các nữ chiến binh Dahomey Amazons kết hôn với quốc vương của họ, nguyện cống hiến cuộc đời mình để bảo vệ vương quốc và thề không bao giờ sinh con.
Trong đội nữ chiến binh Dahomey Amazons, có những người dùng súng trường nhưng cũng có những người mang theo những thanh kiếm.